# Agamemnon Despopoulos
Agamemnon Despopoulos (* 12. August 1924 in New York City, New York; seit 1979 verschollen) war ein amerikanischer Physiologe.

## Leben
Agamemnon Despopoulos war bis 1971 Professor für Physiologie an der University of New Mexico, Albuquerque. Danach war er ab 1975 als wissenschaftlicher Berater bei Ciba-Geigy in Basel (Schweiz) und Summit New Jersey beschäftigt.
Despopoulos galt als Pionier auf dem Gebiet des Transportes organischer Substanzen in der Niere. Der zusammen mit dem deutschen Physiologen Stefan Silbernagl 1979 erstpublizierte „Taschenatlas der Physiologie“ erschien bis heute in neun deutschsprachigen Auflagen und wurde in 13 Sprachen übersetzt.
Am 2. November 1979 stach Agamemnon Despopoulos zusammen mit seiner Frau Sarah Jones-Despopoulos auf seiner Segelyacht „Cybele“ in Bizerta (Tunesien) in See, um den Atlantik zu überqueren. Seitdem gilt das Paar als vermisst.
1981 widmeten Rainer Greger, Florian Lang und Stefan Silbernagl ihr Buch „Renal Transport of Organic Substances“, an dem er ursprünglich mitarbeiten sollte, Agamemnon Despopoulos.

## Schriften (Auswahl)
- mit Stefan Silbernagl: Taschenatlas der Physiologie. Thieme, Stuttgart / New York 1979, ISBN 3-13-567701-X.
  - Color Atlas of Physiology. 5., vollständige überarbeitete und erweiterte Auflage, ebenda 2003.